# Ljubomir Čečuk
Ljubomir Čečuk (Omiš, 24. ožujka 1920. – Zagreb, 9. kolovoza 2002.), hrvatski liječnik urolog i akademik HAZU, pionir transplantacijske medicine u Hrvatskoj.

## Životopis
Rodio se u Omišu. U Splitu završio Klasičnu gimnaziju, u Zagrebu Medicinski fakultet. Specijalizirao urologiju i kirurgiju. Usavršavao se u Zapadnoj Europi i SAD. Od 1954. šef Urološkog odjela Kirurške klinike Medicinskog fakulteta u Zagrebu.
Godine 1970. osamostalio je Urološki odjel na Rebru u Kliniku za urologiju. Predstojnik te klinike do 1986. godine. Pri klinici osnovao Centar za hemodijalizu i Centar za tipizaciju tkiva. Tijekom 1970. je osnovan nastavni odjel urologije, čiji je predstojnik Ljubomir Čečuk.
Izvanredni profesor od 1967., a redoviti profesor Medicinskoga fakulteta u Zagrebu od 1973. godine. Predavao je opću kirurgiju, kliničku kirurgiju, područje urologije i kirurške propedeutike. 1970-ih je uveo urologiju kao poseban predmet u Curriculum Medicinskog fakulteta. Pročelnik Katedre za urologiju od 1981. do 1986. godine.
Ravnatelj KBC i dekan Medicinskog fakulteta u Zagrebu 1982. – 1985. godine. 
Čečukovom zaslugom i radom u Hrvatskoj se razvila suvremena kirurgija bubrega i mokraćnih putova te urološka onkologija. Uveo je nove operativne metode rekonstruktivnih zahvata na odvodnim mokraćnim putovima te originalna rješenja u operacijama bubrežnih kamenaca.
U nakladničkom nizu HAZU Spomenica preminulim akademicima u sv. 117 iz 2004. godine prikazan je dr. Ljubomir Čečuk. Izdanje je uredio Dragan Dekaris.
Dobitnik mnoštva nagrada i odlikovanja. Od 1981. izvanredni, a od 1990. za redoviti član Hrvatske akademije znanosti i umjetnosti.

## Vanjske poveznice
- DiZbi.HAZU Ljubomir Čečuk
- WorldCat Ljubomir Čečuk
- Almissa.com Ljubomir Čečuk
- National Center for Biotechnology Information PubMed: Cecuk L